# Gordini Type 32

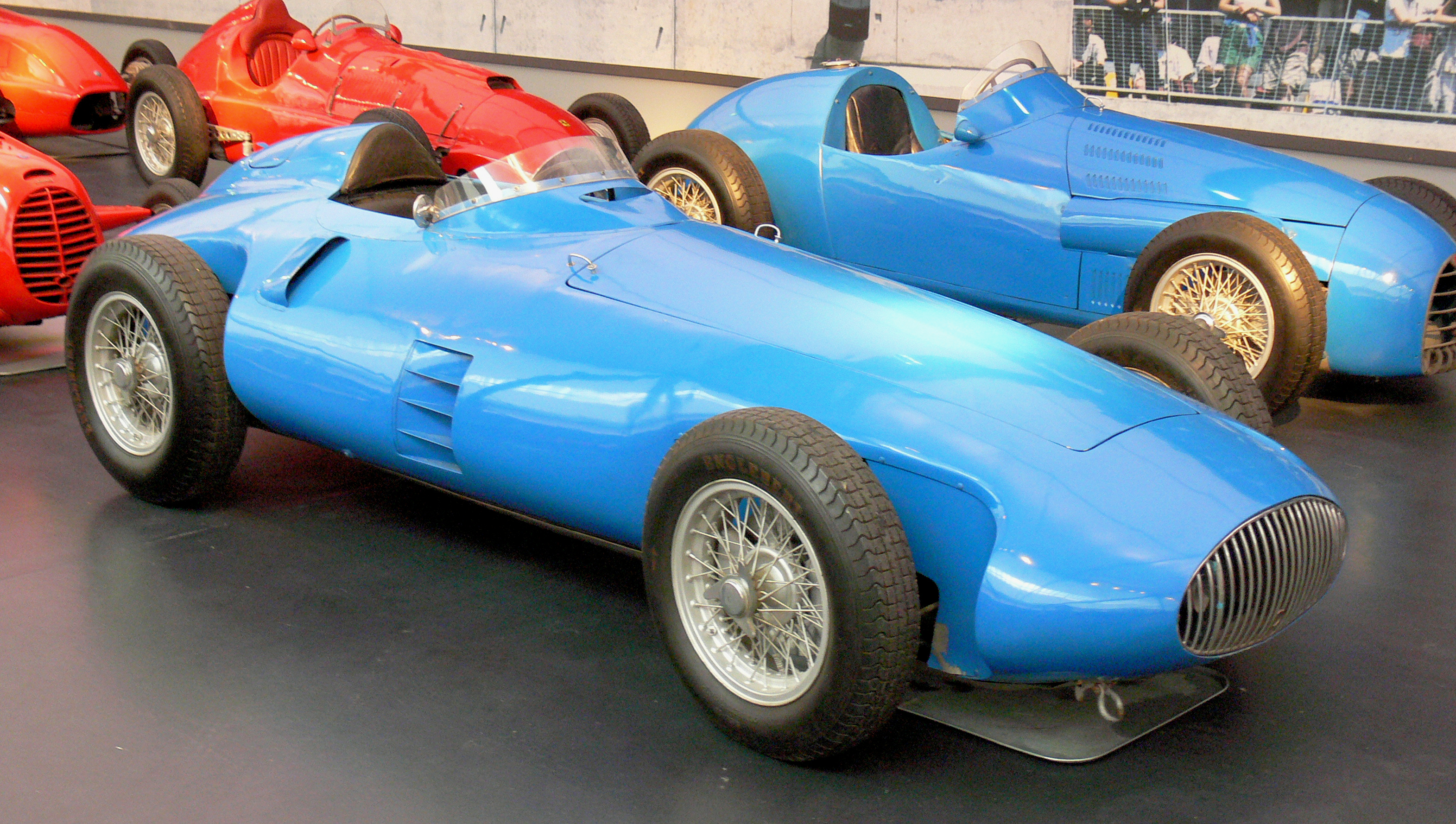
Gordini T32 (vorne)

Der Gordini T32 war ein Formel-1-Rennwagen, der 1956 und 1957 in der Formel-1-Weltmeisterschaft eingesetzt wurde.

## Entwicklungsgeschichte und Technik
1955 stellte Gordini einen völlig neuen Formel-1-Rennwagen vor. An der Rennstrecke von Montlhéry wurde der T32 enthüllt. Gordini hatte zwar die Leiterrohrrahmen-Bauweise beibehalten, aber der T32 hatte Einzelradaufhängungen und Scheibenbremsen. Der Achtzylinder-Reihenmotor leistete bei 2,5-Liter Hubraum 250 PS.
Der Wagen war jedoch zu schwer und die beiden gebauten Exemplare waren der Konkurrenz unterlegen. Ein Problem stellte auch die Kühlung der innenliegenden Hinterbremsen dar. Durch Luftschlitze in der Karosserie wurde Abhilfe geschaffen.

## Renneinsätze

### 1955
2 erste Testeinsätze mit dem Wagen beim Grossen Preis von Italien und beim nicht zur WM zählenden F1-Rennen von Siracusa endeten vorzeitig mit technischen Defekten.

### 1956
Die ersten Punkte mit dem T32 erreichten Élie Bayol und André Pilette beim Großen Preis von Monaco, wo sie sich den sechsten Rang teilten. Es sollte die einzige Platzierung mit einem T32 in den Punkterängen bei einem Weltmeisterschaftslauf bleiben. In Reims und Silverstone gelangen zwar weitere Zielankünfte, dafür fielen die Wagen bei den WM-Läufen in Monza und am Nürburgring aus. Auch beim nicht zur WM zählenden V Grand Prix de Caen musste man einen Doppelausfall verbuchen.

### 1957
Hier wurden die Wagen lediglich bei den beiden nicht zur WM zählenden Läufen in Pau und auf dem Circuito di Posillipo in Neapel eingesetzt. In Pau erreichte man einen sechsten und siebten Platz. Der italienische Einsatz endete mit einem technischen Ausfall.